# Golianovo (district)
Golianovo (Муниципальный округ Гольяново) est un district municipal de Moscou, dépendant du district administratif est. Il comptait 165 299 habitants en 2021.

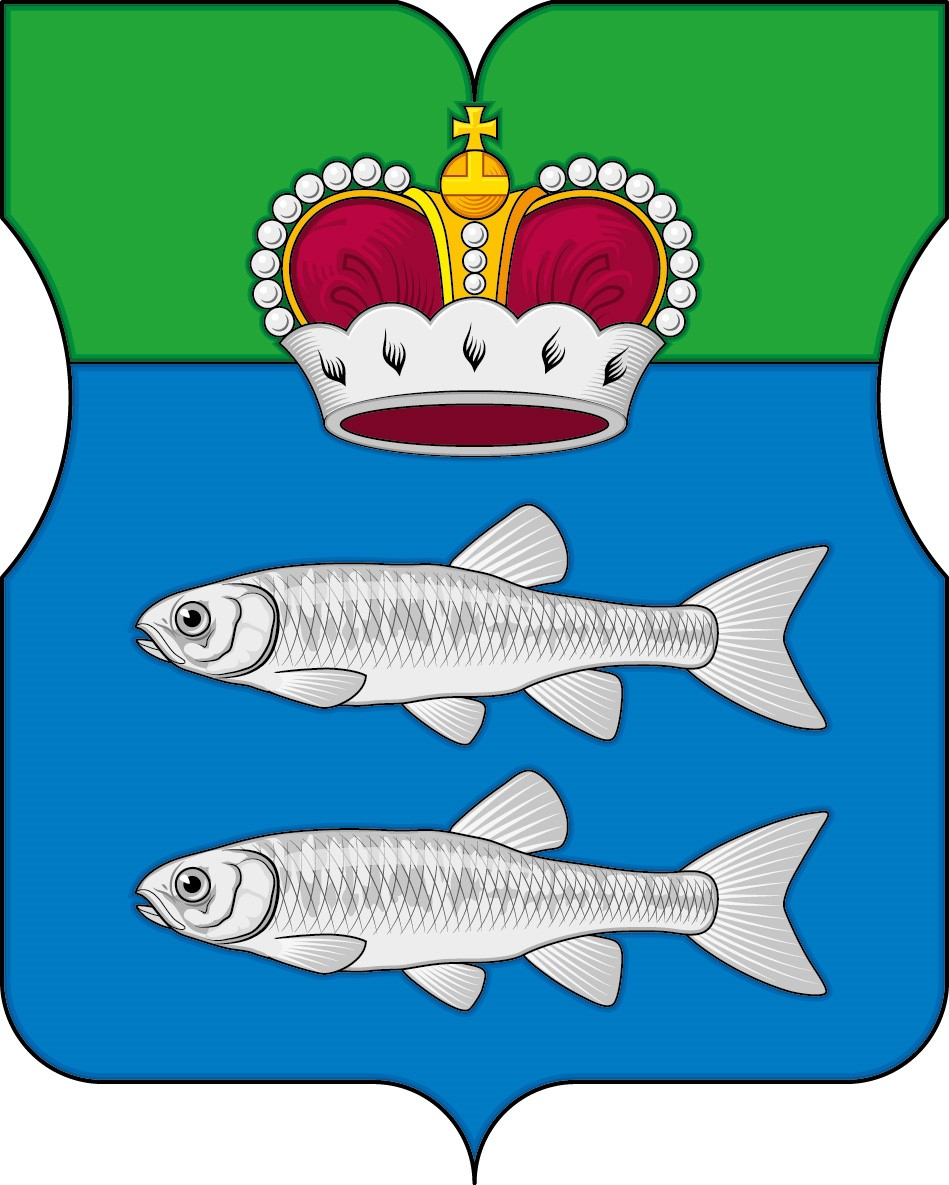
Armes du district
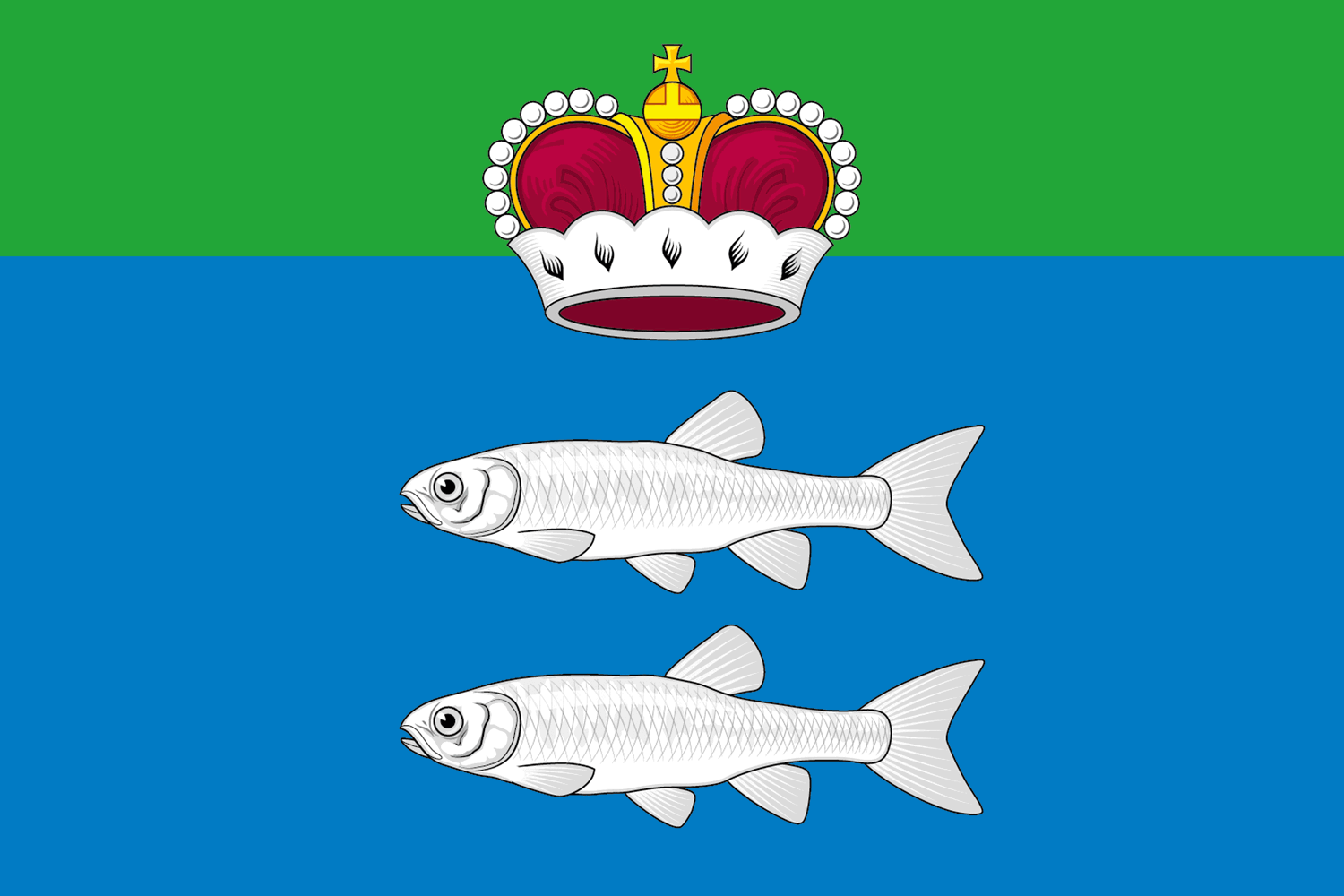
Drapeau du district

## Histoire
Les premières mentions du village de Golianovo (qui a donné son nom au district) remontent aux années 1760. Ensuite, il a été considéré comme une banlieue du village du palais de Pokrovskoïe-Roubtsovo. Le village était situé sur les collines du cours supérieur de la rivière Sossenka. En 1765, le village et les villages environnants sont tombés sous la juridiction de la chancellerie principale du palais impérial. Il y avait 251 habitants à la fin du XVIIIe siècle. Ils vivaient d'agriculture et certains étaient tisserands. Golianovo n'était pas considéré comme rentable et au début du XIXe siècle, il passe entre les mains de propriétaires privés: en 1805, les environs reviennent au prince Sergueïev et en 1811, Golianovo est répertorié comme propriété du prince Ivan Nikolaïevitch Troubetskoï (1760-1843; il possédait également les villages environnants: Abramtsevo, Loukino, Soukovo, ainsi que l'ancien village du palais, Nikolski). Après que le manoir du prince Troubetskoï dans le village de Govorovo a été incendié par les soldats napoléoniens en 1812, le prince fait construire son nouveau manoir à Golianovo; si bien que le village s'est développé tout autour avec une nouvelle église de pierre dans le style néoclassique. Au milieu du XIXe siècle, Golianovo passe à son fils, le général prince Piotr Ivanovitch Troubetskoï (1798-1871), puis à son fils Nikolaï Petrovitch (1828-1900) qui le vend en 1872 au marchand Pribylov. Des petites manufactures de tissu ouvrent dans les années 1880. Il existe aussi une briqueterie et une fabrique de cierges.

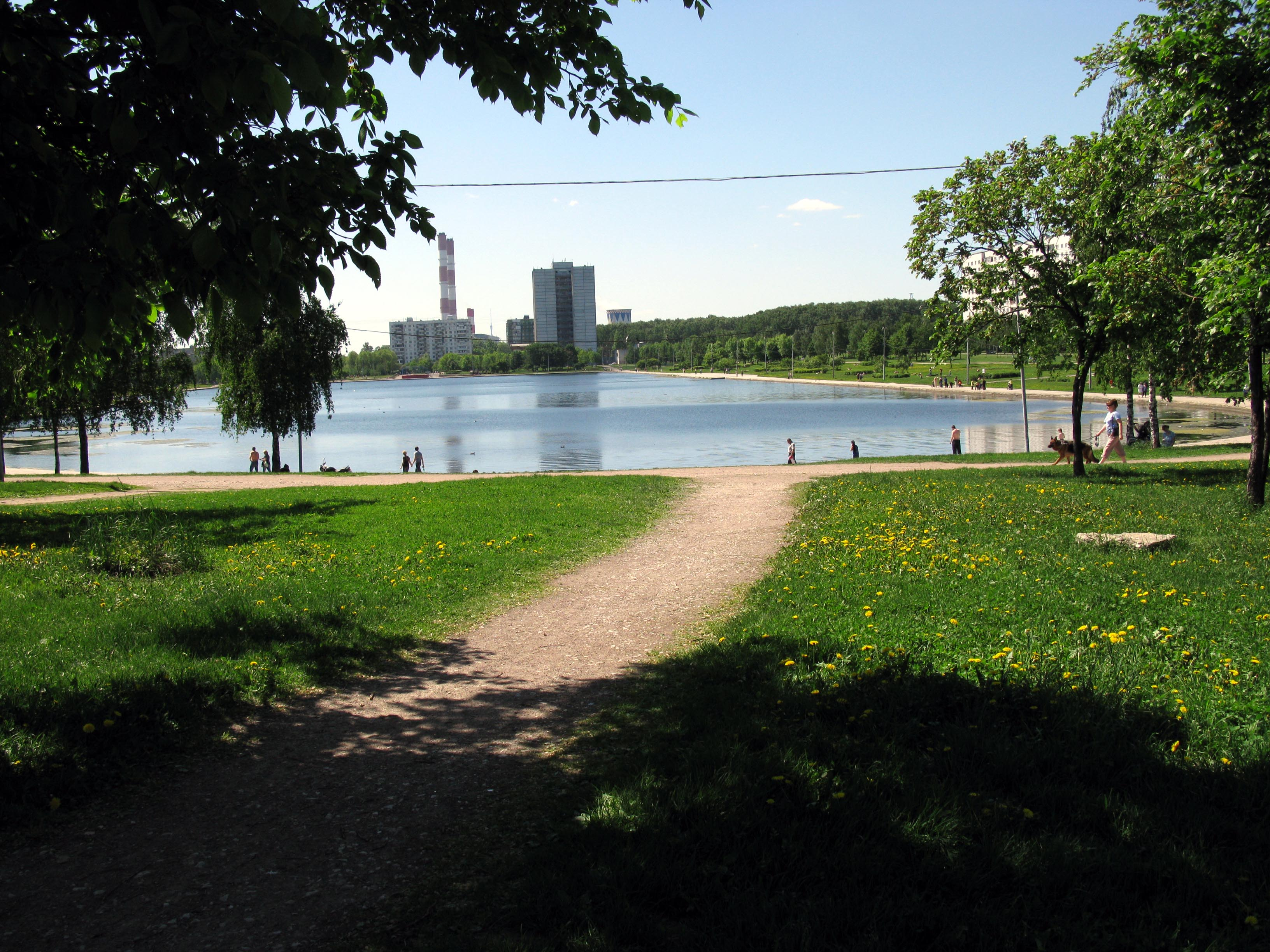
L'étang de Golianovo.

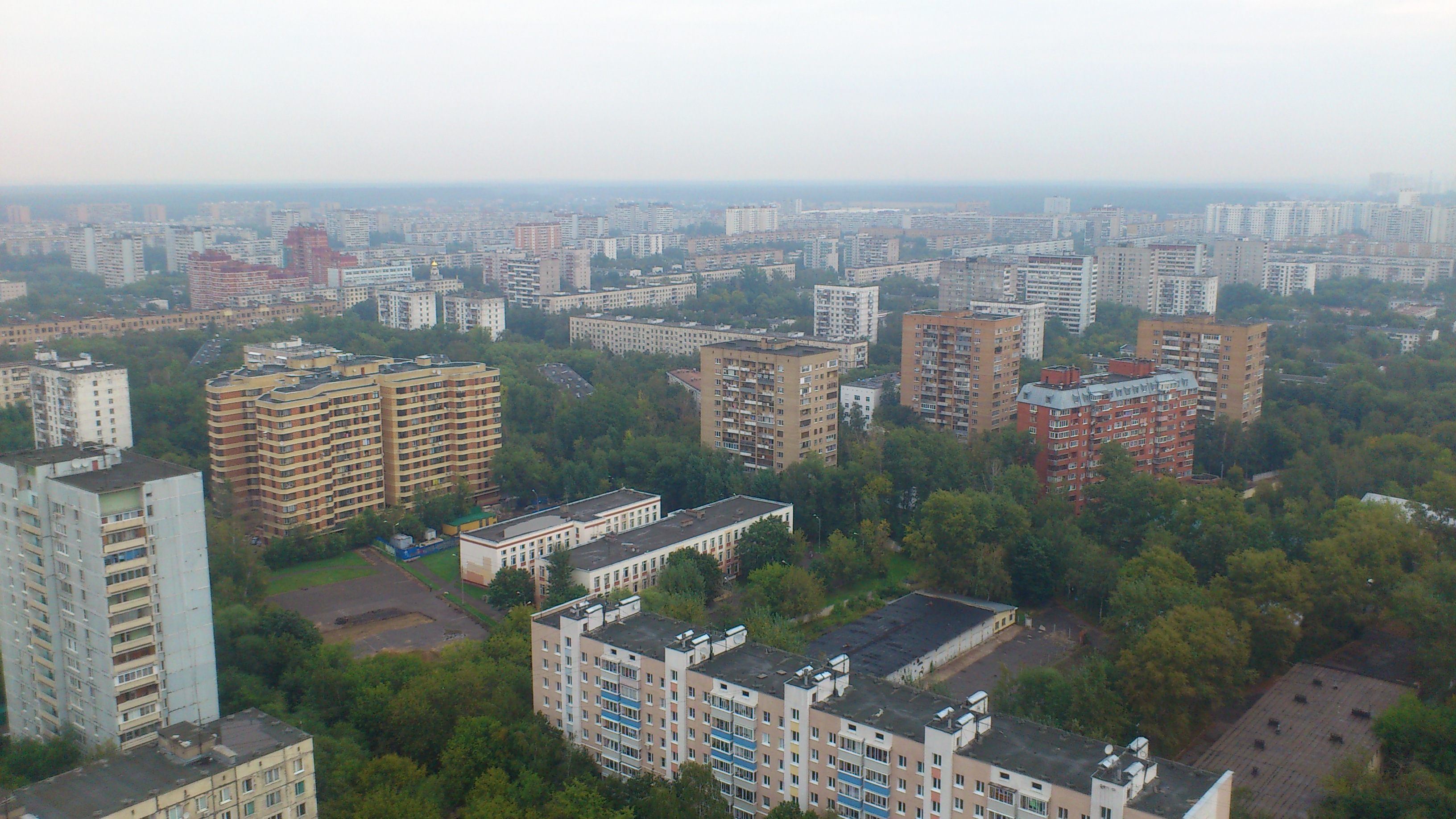
Vue d'ensemble.

L'église du village est fermée en 1930 par les autorités et l'on y installe à sa place une fabrique de pâtes alimentaires. Elle est rendue au culte et restaurée dans les années 1990. Jusqu'en 1960, Golianovo fait partie du soviet rural du même nom, dépendant du raïon de Balachikha. En 1960, le soviet rural, ainsi que le domaine de Raïssino, entrent dans la municipalité de Moscou.

## Transport

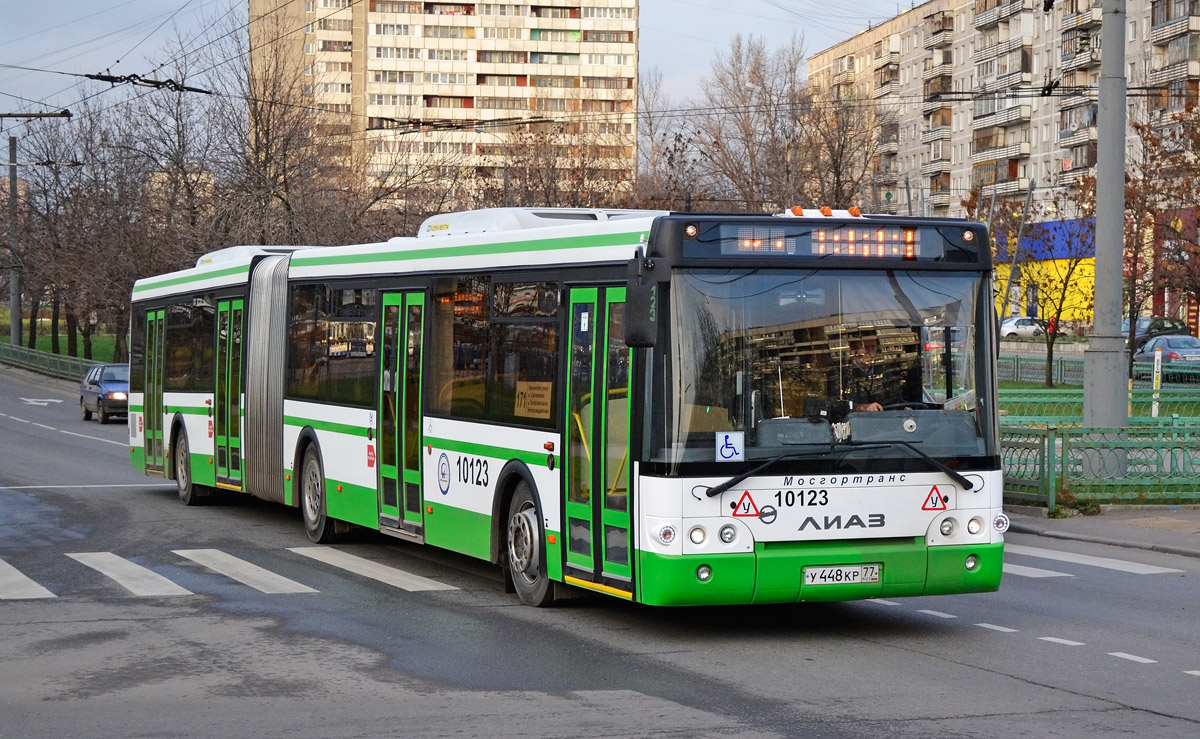
Autobus de la ligne 171, rue Khabarovskaïa.

La station du métro de Moscou de Chtchiolkovskaïa se trouve à la limite du district. La station Golianovo sera mise en fonction en 2025 sur le prolongement de cette même ligne 3. Il existe de nombreuses lignes d'autobus.

## Infrastructures
Six polycliniques sont en activité dans le district, vingt écoles d'enseignement général, une école-laboratoire, un lycée, un gymnasium, trois complexes éducatifs, trois écoles de musique, une école sportive et vingt-huit jardins d'enfants. Sept succursales de la Sberbank fonctionnent dans le district.
Il existe trois organisations de transport dans le quartier, dont la seule gare routière interurbaine de Moscou, le terminal Chtchiolkovski de conception ultramoderne.

## Galerie

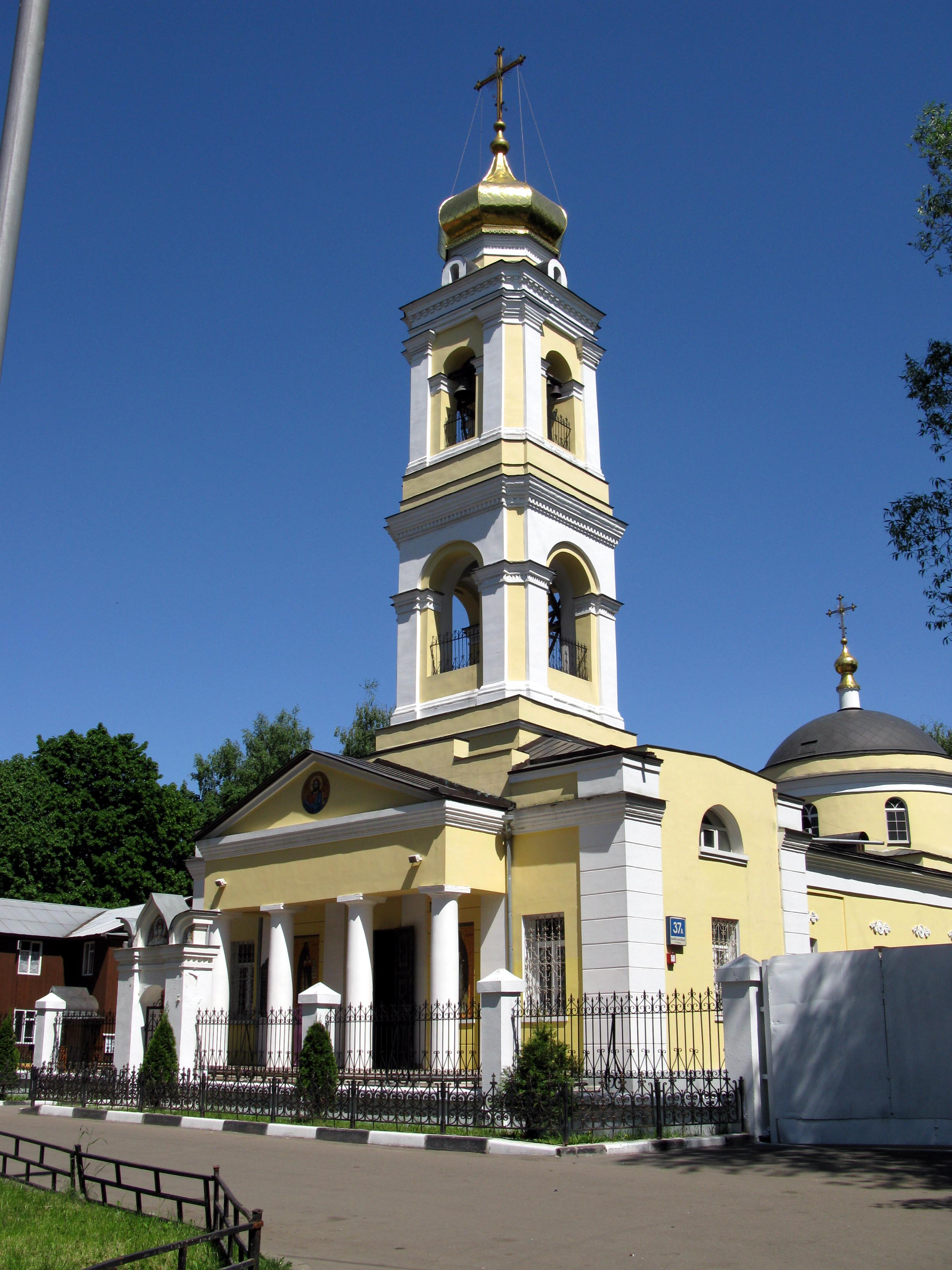
Façade et clocher de l'église Saint-Zossime-et-Saint-Sabbace de Golianovo.
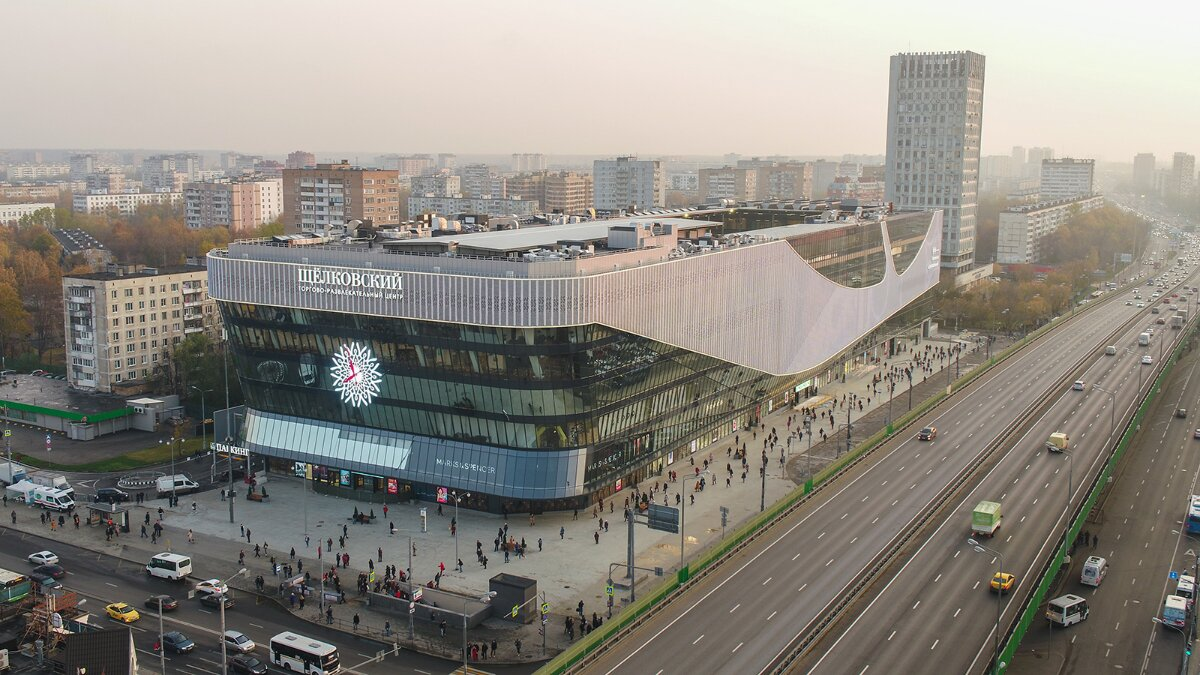
Le terminal autoroutier Chtchiolkovski.
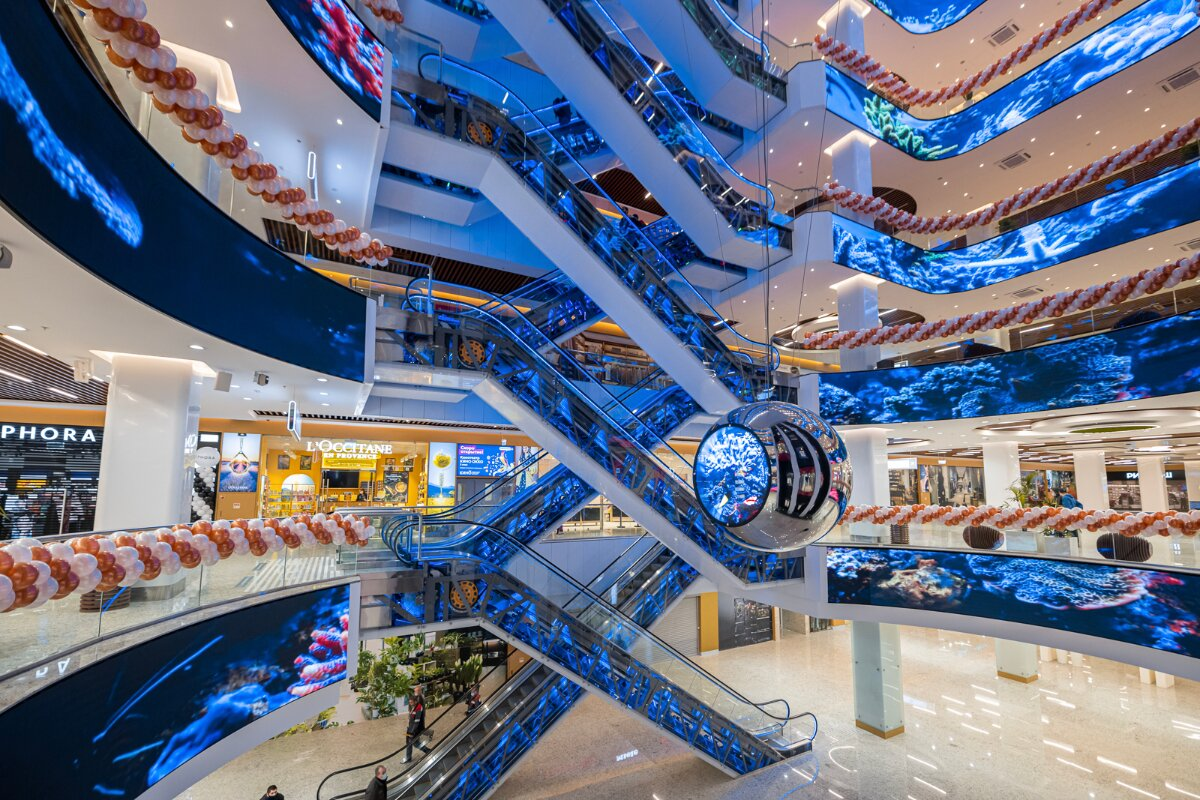
Intérieur du terminal Chtchiolkovski.